# نيك جوب
نيك جوب (بالإنجليزية: Nick Job)‏ هو لاعب غولف بريطاني، ولد في 27 يوليو 1949 في Haslemere ‏ في المملكة المتحدة.

## وصلات خارجية
- الموقع الرسمي
- نيك جوب على موقع رابطة أوروبا للاعبي الغولف المحترفين (الإنجليزية)